# Kwa Geok Choo
Kwa Geok Choo (en chino, 柯玉芝; pinyin, Kē Yùzhī; pe̍h-ōe-jī, Kua Gio̍k-tsi, 21 de diciembre de 1920 – Singapur, 2 de octubre de 2010), abogada y política singapurense. 
Fue esposa del Ministro Mentor y anterior primer ministro de Singapur Lee Kuan Yew, y una de los socios del bufete de abogados Lee & Lee. Kwa también era la madre del actual primer ministro Lee Hsien Loong. Estudió en Methodist Girls' School y aprendió leyes en el Girton College en la Universidad de Cambridge gracias a la beca Queen's Scholar de Malasia.
Lee Kuan Yew menciona en su biografía que conoció a Kwa en 1944 en una fiesta y la comenzó a cortejar en 1946. Se casaron en secreto en Londres en 1947 y renovaron sus votos en Singapur el 30 de septiembre de 1950. Tuvieron dos hijos Lee Hsien Loong y Lee Hsien Yang y una hija Lee Wei Ling. Su hermano Kwa Soon Bee ejerció de Secretario Permanente del Ministerio de Sanidad. Tenía otras dos hermanas, Yong Nyuk Lin (esposa del retirado ministro de gabinete Yong Nyuk Lin) y la fallecida Earnest Lau.
Durante los años de Lee como Primer ministro y Ministro Mentor, Kwa acompañó frecuentemente a su marido durante diversos actos, viajes diplomáticos y encuentros con otros dirigentes extranjeros. Después de sufrir dos infartos cerebrales en mayo y junio de 2008, acabó en cama y con el habla impedida pero permaneció consciente y capaz de entender a quienes le hablaban.
Kwa murió el 2 de octubre de 2010 a los 89 años, mientras dormía.